# Хю Уилъби
Сър Хю Уилъби (на английски: Hugh Willoughby) е английски търговец, арктически мореплавател и пътешественик-изследовател.

## Ранни години (неизв. – 1553)
Роден е в Ризли, графство Дарбишър, Кралство Англия, но точната дата и година не са известни. През 1551 е назначен за началник на флотилията на новосъздаденото „Дружество на търговците-предприемачи за откриване на страни, земи, острови, държави и владения, неизвестни дотогава и непосещавани по море“. Дружеството е създадено от знаменития мореплавател Себастиан Кабот и лондонски търговци с надеждата да бъде открит Североизточния проход и да се завържат преки търговски връзки с Китай и Индия.

## Експедиционна дейност (1553 – 1554)
За търсене на Североизточния проход дружеството закупува 3 кораба. За началник на флотилията е назначен Уилъби, командир на втория кораб е Ричард Чанслър, а на третия – Корнелий Дюрферт. Екипажът се състои от 105 души и 11 търговци със своите стоки.
На 10 май 1553 флотилията напуска устието на Темза и се отправя на север. Около бреговете на Норвегия, на 3 август, след жестока буря, един от трите кораба се отделя от флотилията и повече не се срещат. Двата кораба на Уилъби и Корнелий Дюрферт заобикалат от север Скандинавския полуостров и на 14 август достигат до югозападното крайбрежие на Нова Земя. Три дни англичаните плават на север покрай западния бряг на острова, след което завиват на запад и на 14 септември 1553 достигат до устието на река Варзина, на северния бряг на Колския полуостров, където поради напредналия сезон решават да зимуват. Неподготвени за суровите зимни условия в тези географски ширини всичките участници в експедицията загиват от глад и студ. През 1554 руски рибари откриват труповете на 63 души, двата непокътнати кораба и дневника на Уилъби, от който става ясно, че към януари 1554 той е бил все още жив.